# Blanche Marchesi

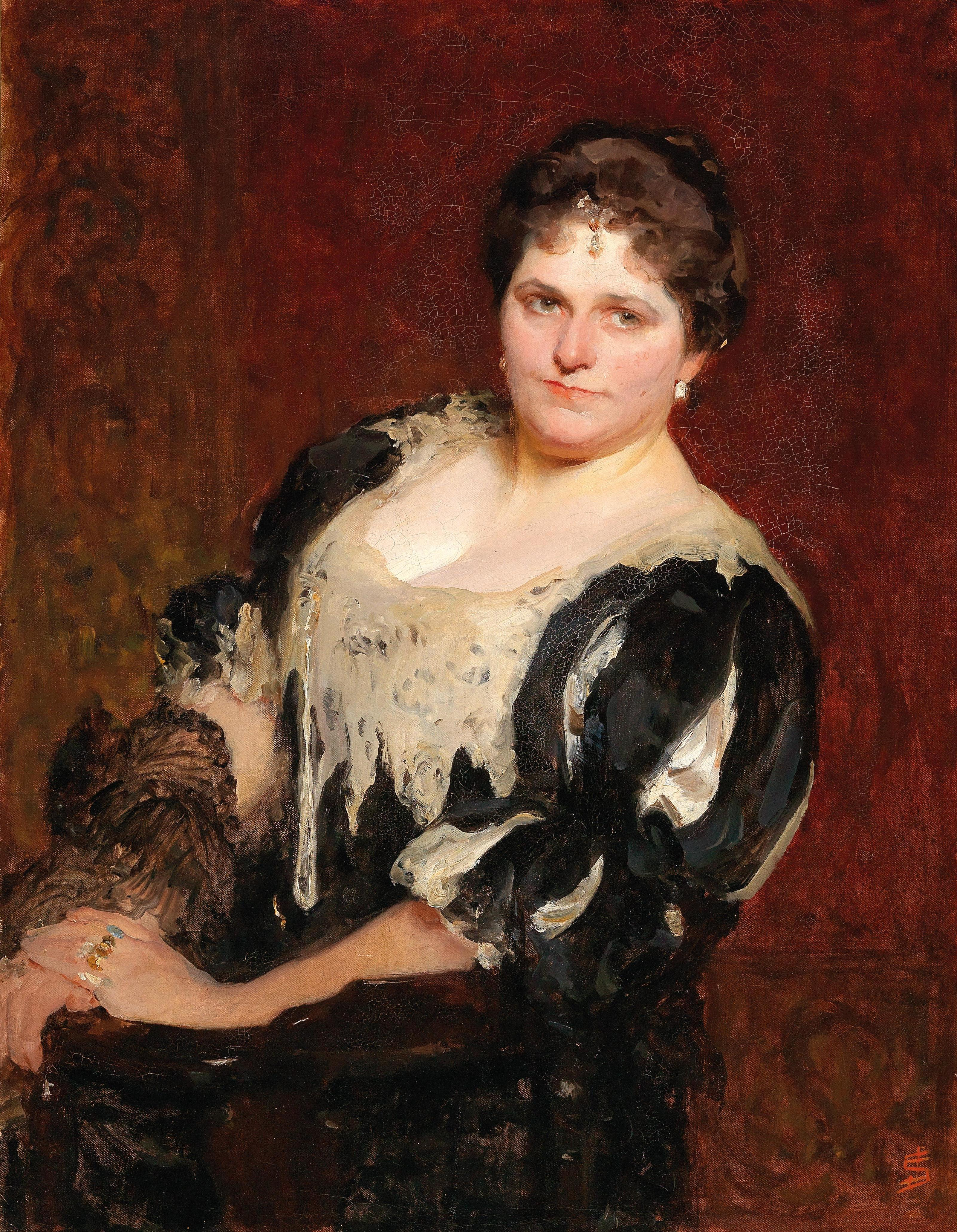
Porträt von Blanche Marchesi von Solomon Joseph Solomon

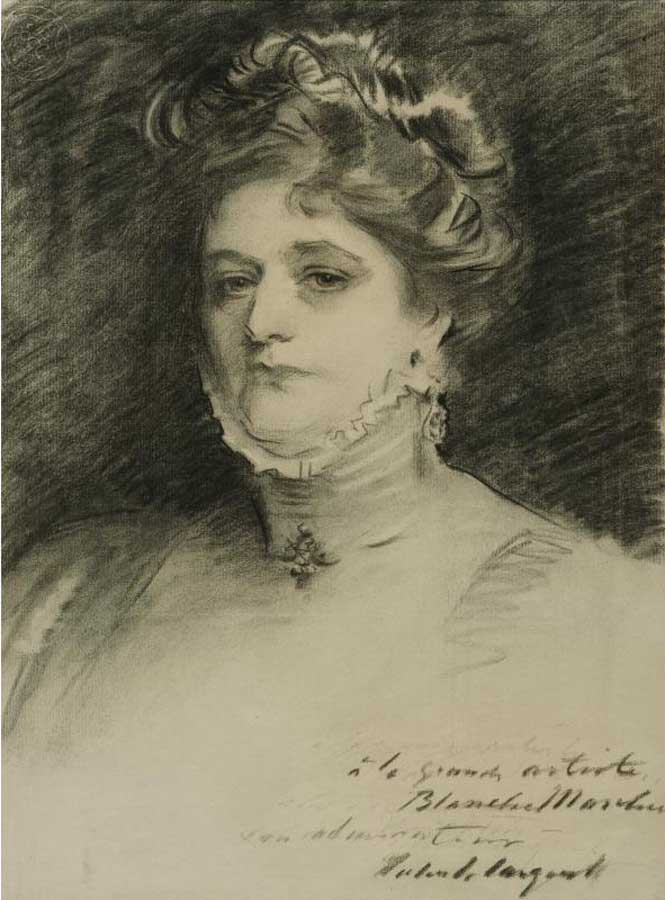
Porträt von Blanche Marchesi

Blanche Marchesi de Castrone (* 4. April 1863 in Paris, Frankreich; † 15. Dezember 1940 in London, England) war eine französische Opernsängerin (Sopran) und Gesangspädagogin.

## Leben
Blanche Marchesi wurde am 4. April 1863 als Tochter des italienischen Baritons Salvatore Marchesi (1822–1908) und der deutschen Gesangspädagogin Mathilde Marchesi geb. Graumann (1821–1913) in Paris geboren. Sie lernte zunächst Violine, erhielt dann aber Gesangsunterricht bei ihrer eigenen Mutter.
Marchesi begann ihre Karriere zunächst mit Auftritten bei Privatkonzerten und bei Wohltätigkeitsveranstaltungen in Paris. 1895 trat sie dann in Berlin und in Brüssel auf. Am 19. Juni 1896 gab sie ihr Debüt in London, wo sie seitdem lebte. Im Jahr 1900 gab sie in Prag ihr Operndebüt als Brünnhilde in Die Walküre, ging dann aber zurück nach England, um in der Moody-Manners Opera Company (1902/03) zu singen. Im Jahr 1902 sang sie im Londoner Royal Opera House Covent Garden die Elisabeth, Elsa und die Isolde. Die meiste Zeit arbeitete sie jedoch als Konzertsolistin, später auch als Gesangspädagogin.

## Familie
1885 verlobte sich Blanche Marchesi mit dem Holzindustriellen Alexander Popper, Baron von Podraghy, der einer jüdischen Familie in Ungarn entstammte. Für das Eingehen einer katholisch-jüdische Mischehe wurde dem Paar ein päpstlicher Dispens zunächst erteilt, kurz darauf jedoch wieder aufgehoben. Nachdem Alexander Popper die ungarische Staatsangehörigkeit aufgegeben hatte und die Braut konfessionslos geworden war, konnte das Paar am 22. September 1885 vor dem Wiener Magistrat durch Magistrats-Direktor Bittmann eine Zivilehe eingehen. Das Paar ließ sich in Wien nieder. Sie hatten mehrere Kinder; einer ihrer Söhne war der spätere Bankier Leopold Popper-Podhragy zur Welt kam. Einige Jahre später wurde die Ehe geschieden.
Am 14. Juli 1893 heiratete Blanche Marchesi in zweiter Ehe den Baron Andrea Auzon Caccamisi. Mit ihm ließ sie sich in der Künstlervorstadt St. John’s Wood in London nieder.
Nach dem Ersten Weltkrieg unterrichtete Blanche Marchesi in Paris, kam aber 1930 wieder nach London zurück. Sie gab ihr Abschiedskonzert im Jahr 1938 und starb am 15. Dezember 1940 in London.

## Schüler
- Nellie Melba
- Ellen Gulbranson
- Muriel Brunskill
- Phyllis Archibald
- Blanche Tomlin
- Joy McArden

## Werke
- A Singer’s Pilgrimage, London 1923 (Lebenserinnerungen)
- The Singer’s Catechism, London 1932 (Lehrbuch)